# Fernand Bouisson

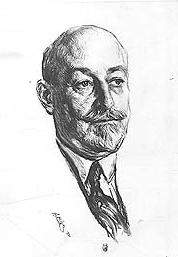
Fernand Bouisson

Fernand Bouisson (Constantina (Algèria Francesa), 16 de juny del 1874 - Antibes, 28 de desembre del 1959) fou un polític de la Tercera República Francesa que serví com a president de la Cambra dels Diputats des de l'11 de gener de 1927 al 31 de maig de 1936, període que únicament fou interromput pel seu breu pas pel càrrec de Primer Ministre de l'1 al 4 de juny de 1935.
| Precedit per: Pierre-Etienne Flandin 1934-1935 | Primers ministres de França 1935 | Seguit per: Pierre Laval 1935-1936 |